# Lützeroda
Lützeroda ist ein Stadtteil der kreisfreien Stadt Jena in Thüringen.

## Geografie

### Geografische Lage
Lützeroda liegt auf der südlichen Ilm-Saale-Platte im nördlichen Stadtgebiet von Jena. Im Ort kreuzen sich drei Kreisstraßen. Das Stadtzentrum Jenas liegt ca. 7,5 km entfernt. Nach Weimar sind es 17 km und zur Landeshauptstadt Erfurt 40 km. Die nächstgelegene Bundesstraße ist die B 7, 3 km südlich; die nächste Autobahn ist die A 4 – (11 km südlich) gelegen.
| Stadt Apolda (11 km) Stadtteil Vierzehnheiligen (2,5 km) | Stadtteil Krippendorf (3 km)                |                              |
| Stadtteil Isserstedt (2,5 km)                            | Kompassrose, die auf Nachbargemeinden zeigt | Stadtteil Closewitz (1,5 km) |
|                                                          | Stadtteil Cospeda (1,5 km)                  | Jena Stadtzentrum (7,5 km)   |

Entfernungsangaben beziehen sich auf die Entfernung durch die kürzeste Straßenverbindung bis zum Ortszentrum.

### Landschaft
Die Lützerodaer Flur gehört geologisch dem Muschelkalk an. Ungefähr die nördlichen zwei Drittel liegen auf den Höhen der südlichen Ilm-Saale-Platte. Der südliche Teil der Gemarkung bildet die Südhänge des Ziskauer Tals, in welchem sich Wiesen befinden und ein kleiner Bach fließt, der westlich im Mühltal in die Leutra mündet. Im Osten sowie im Südwesten liegen kleine Waldgebiete. Der außerhalb der Flur nordöstlich liegende Dornberg ist mit 383 m ü. NN die höchste Erhebung des Gebietes.

## Geschichte

### Mittelalter
Lützeroda wurde erstmals 1236 als „Lucenroda“ erwähnt. Südöstlich des Ortes liegt die Wüstung Ziskau, nach der das Ziskauer Tal benannt ist. Im 15. Jahrhundert verfügten Jenaer Mönche umfangreiche Besitzungen im Dorf.

### Schlacht bei Jena
In den Mittagsstunden des 13. Oktobers 1806 fand unmittelbar am Dorf die Entscheidungsschlacht zwischen den Truppen Napoleons und der preußischen Teilarmee unter Führung des Fürsten von Hohenlohe-Ingelfingen statt. Wie alle anderen in der Nähe liegenden Orte, wurde auch Lützeroda beschädigt und geplündert. Es wird berichtet, dass fast alle Einwohner geflüchtet sind. In den Folgetagen der Schlacht waren zahlreiche Verwundete im Ort untergebracht.

### Neuzeit
Ab 1816 gehörte das Dorf zum Großherzogtum Sachsen-Weimar-Eisenach und wurde von Apolda verwaltet. 1824 wurden durch einen Großbrand 16 Häuser zerstört. Im Jahre 1908 wurde Lützeroda an die erste Wasserleitung angeschlossen und die Gaststätte „Zur Linde“ eröffnet. Im Ersten Weltkrieg ließen 7 Männer, im Zweiten Weltkrieg 9 Personen ihr Leben. Von 1922 bis 1952 gehört der Ort zum Kreis Stadtroda. Die erste LPG wurde 1958 gegründet. 1971 wurde das Dorf von einem Wolkenbruch heimgesucht.

### Entwicklung der Einwohnerzahl
| Jahr | Einwohner | Häuser    |
| ---- | --------- | --------- |
| 1836 | 64        | 14        |
| 1900 | 126       | unbekannt |

| Jahr | Einwohner |
| ---- | --------- |
| 1995 | 137       |
| 1996 | 143       |
| 1997 | 138       |
| 1998 | 145       |
| 1999 | 147       |
| 2000 | 152       |

| Jahr | Einwohner |
| ---- | --------- |
| 2001 | 155       |
| 2002 | 161       |
| 2003 | 161       |
| 2004 | 162       |
| 2005 | 164       |
| 2006 | 162       |

## Kultur und Sehenswertes

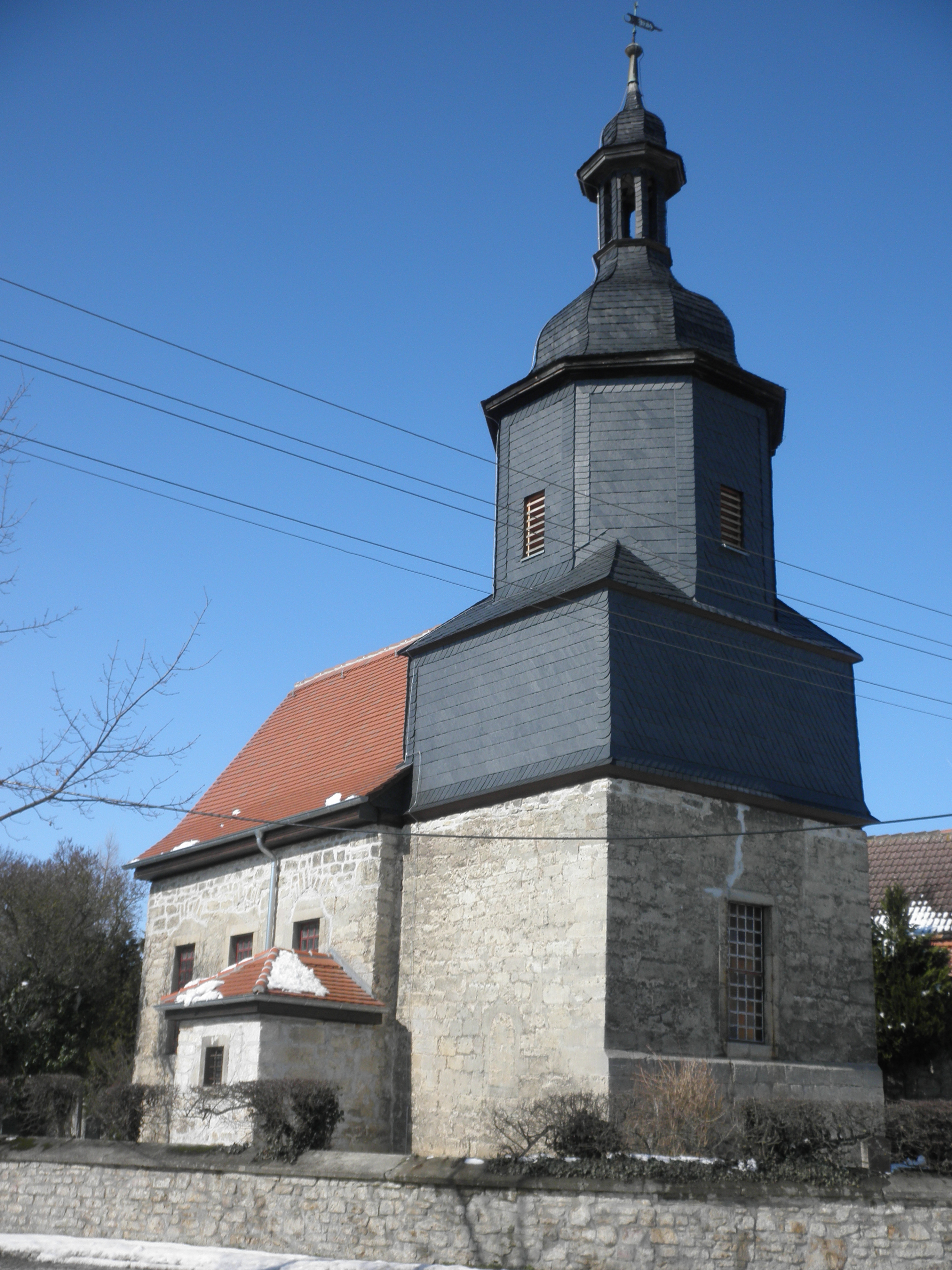
Kirche in Lützeroda (2013)

### Kirche St. Nikolaus
Die Lützerodaer Dorfkirche ist in ihren Ursprüngen eine romanische Saalkirche mit einem schwach eingezogenen Chor. Romanisches Mauerwerk an der Südseite sowie drei Steine mit einfachen Reliefdarstellungen an der Ostseite sind erkennbar. Über dem Chor erhebt sich der Turm, auf einem viereckigen Turmaufsatz aus Holz von einer kleineren Schweifkuppel mit Laterne abgeschlossen.
Das Chorquadrat unter dem Turm wird im Inneren von einem Tonnengewölbe abgeschlossen. Aus gotischer Zeit stammt der Sakramentsschrein in der Nordwand. Der Chor öffnet sich zum Langhaus mit einem romanischen Triumphbogen. An dessen Südseite befindet sich eine Kanzel aus dem Jahr 1689. Außerdem befinden sich in der Kirche ein Taufstein mit der Jahreszahl 1590, Emporen und eine Orgel aus dem frühen 19. Jahrhundert. Die Kirche wurde mehrfach, zuletzt 1985/86, umgebaut oder instand gesetzt.